# Грабіна (Малопольське воєводство)
Грабіна (пол. Grabina) — село в Польщі, у гміні Бохня Бохенського повіту Малопольського воєводства.
Населення — 150 осіб (2011).
У 1975—1998 роках село належало до Тарновського воєводства.

## Демографія
Демографічна структура станом на 31 березня 2011 року:
|          | Загалом | Допрацездатний вік | Працездатний вік | Постпрацездатний вік |
| -------- | ------- | ------------------ | ---------------- | -------------------- |
| Чоловіки | 81      | 21                 | 48               | 12                   |
| Жінки    | 69      | 14                 | 40               | 15                   |
| Разом    | 150     | 35                 | 88               | 27                   |